# 爱德华兹空军基地
爱德华兹空军基地（英語：Edwards Air Force Base），美国著名空军基地之一，以降落航天飞机而闻名。

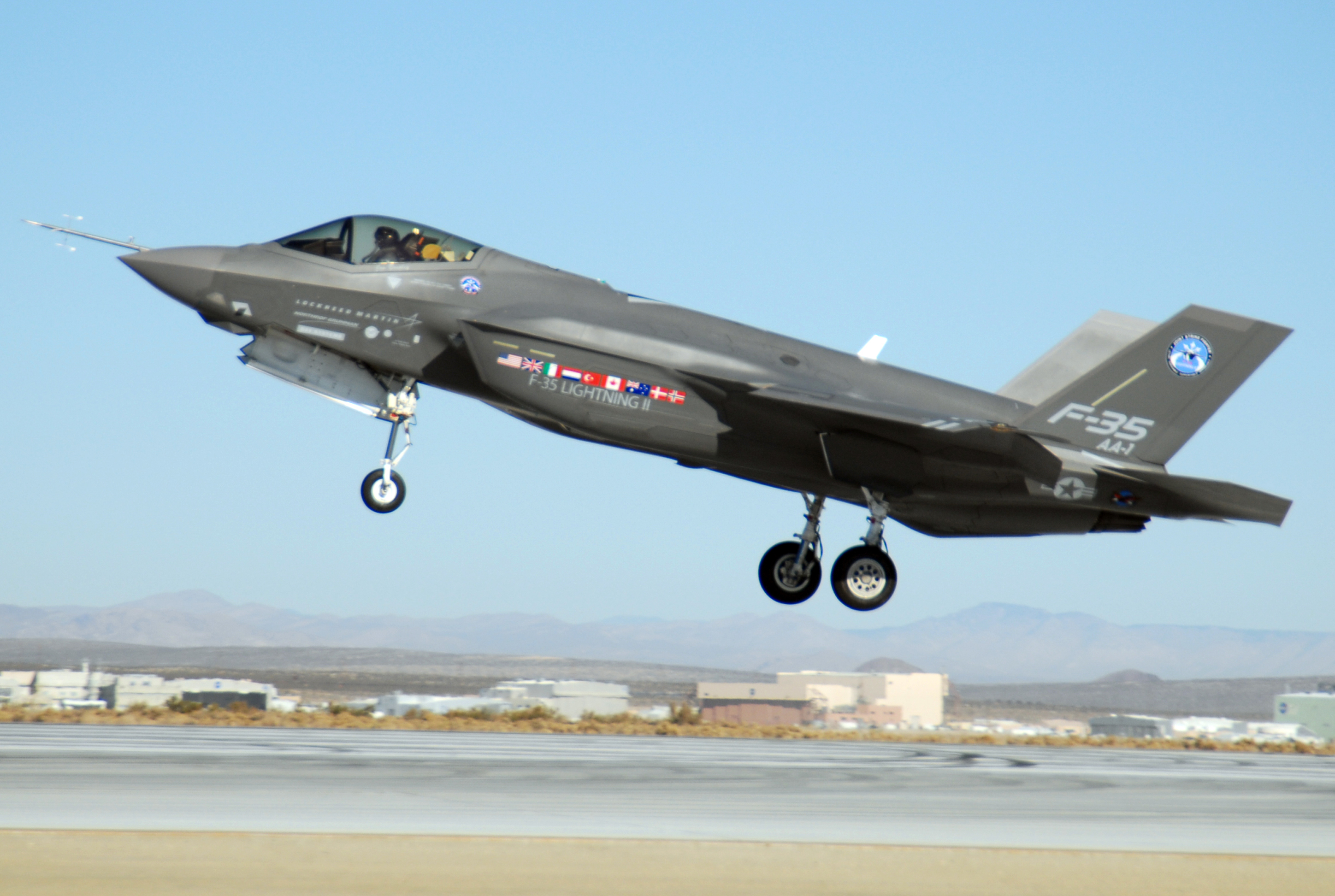
美國空軍第461飛行測試中隊的一架F-35A閃電II戰鬥機降落在愛德華空軍基地

爱德华兹空军基地位于美国的加利福尼亚州，离洛杉矶约150公里。基地创建于1930年代，曾经是美国陸军航空隊（USAAC）及美國陸軍航空軍的训练中心之一。现基地内设有美国空军飞行试验中心（Air Force Flight Test Center）、美国国家航空航天局旗下的阿姆斯特朗飞行研究中心等机构。
爱德华兹空军基地作为NASA航天飞机第一备降机场（首选是位于佛罗里达州的肯尼迪航天中心），自1981年哥倫比亞號太空梭首降以来到2005年夏的发现号STS-114任务，在NASA的111次航天飞机降落中，已有49次降落在此。同时，爱德华兹空军基地也是美国空军重要的试飞基地之一，包括美国最新的“X”系列飞机都在此试飞。由于涉及国防机密，所以基地的保密程度相当高。

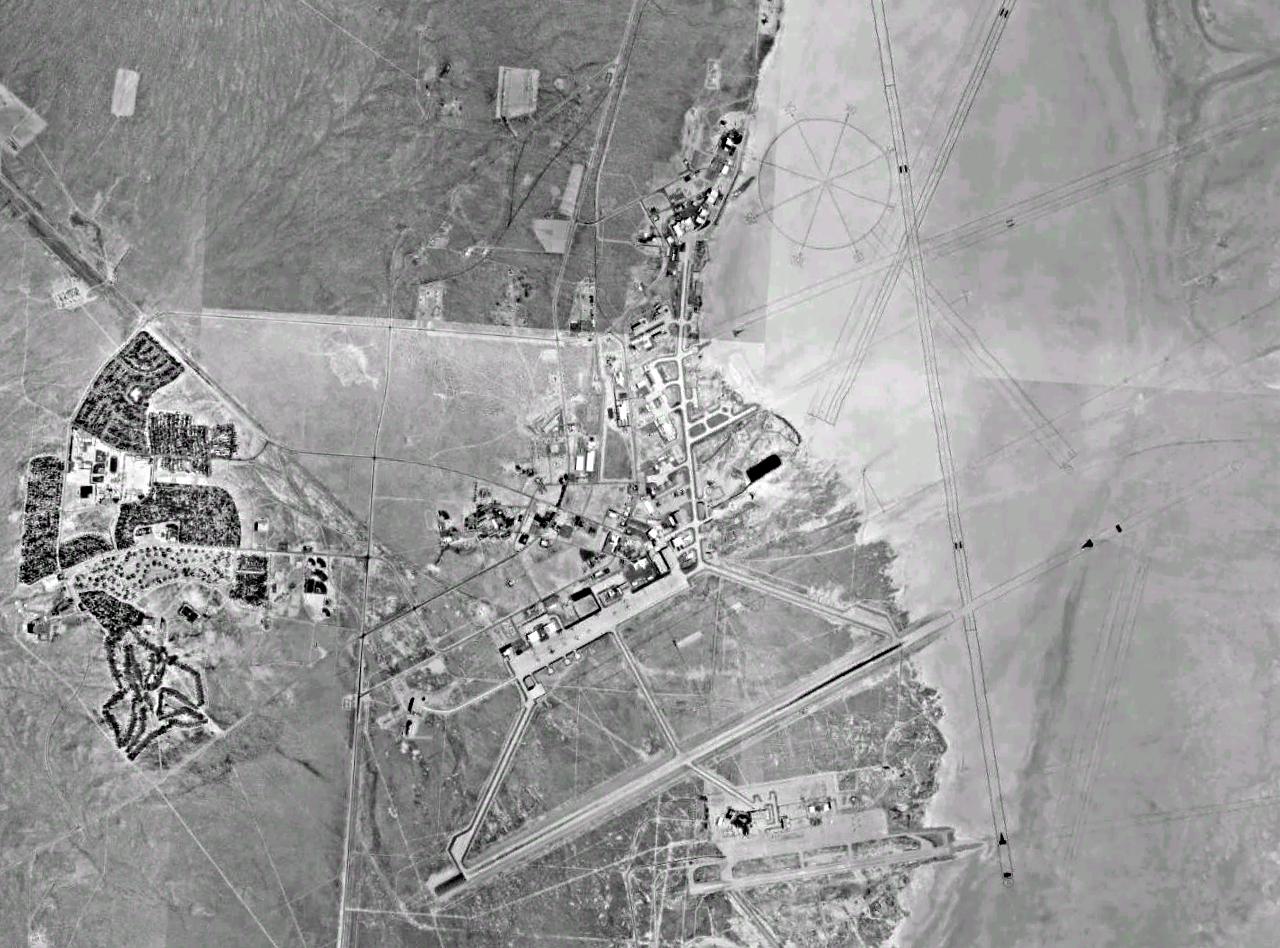
愛德華空軍基地及加長的跑道

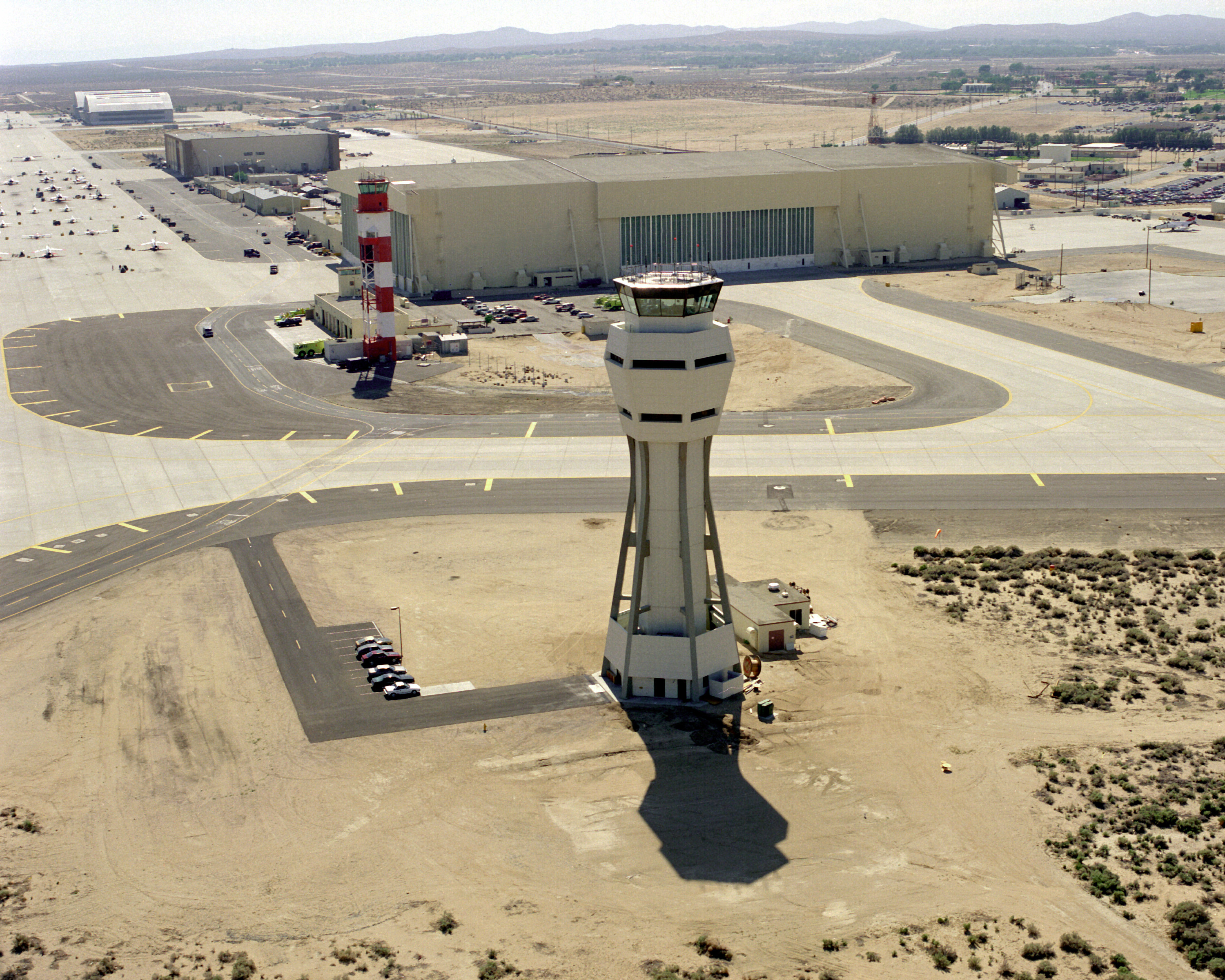
塔台